# Lúcio Cornélio Lêntulo Crus
Lúcio Cornélio Lêntulo Crus (m. 48 a.C.; em latim: Lucius Cornelius Lentulus Crus) foi um político da família dos Lêntulos da gente Cornélia da República Romana eleito cônsul em 49 a.C. com Caio Cláudio Marcelo. Era irmão de Públio Cornélio Lêntulo Espínter, cônsul em 58 a.C., e pai de Lúcio Cornélio Lêntulo Cruscélio, cônsul em 32 a.C.. Foi um adversário de Júlio César e aliado de Pompeu na guerra civil entre 49 e 48 a.C..

## Carreira
Nascido em algum momento antes de 97 a.C., era filho de Públio Lêntulo, de origem desconhecida. Não se conhecem detalhes sobre sua juventude. Em 72 a.C., Lúcio Cornélio Balbo, um aliado de César, conseguiu sua cidadania romana por seu serviço sob Pompeu na Guerra Sertoriana na Hispânia. Com base nos nomes romanos escolhidos por ele, "Cornélio" e "Lúcio", e com base em suas cartas posteriores a Cícero, é possível que ambos os "Balbos", "o Velho" e "o Jovem", tenham obtido cidadania com o patrocínio de Lúcio Cornélio Lêntulo Crus, que, possivelmente, estava na região servindo como legado de Pompeu, entre 76 e 71 a.C.. Como Cornélio Crus nasceu pouco antes de 97 a.C., ele tinha entre 22 e 27 anos de idade na época.
Em 61 a.C., foi o principal acusador de Públio Clódio Pulcro na quaestio extraordinaria sobre sua violação dos mistérios da Bona Dea juntamente com dois outros Cornélios Lêntulos, Cneu Cornélio Lêntulo Marcelino, cônsul em 56 a.C., e Cornélio Lêntulo Níger (pretor em 61 a.C.?), mas não conseguiu condená-lo principalmente por causa dos subornos de Clódio aos jurados.
A ascensão de Lêntulo através do cursus honorum da magistratura romana não é conhecido antes de sua eleição, durante o consulado de César e Marco Calpúrnio Bíbulo, a pretor em 58 a.C.. Durante seu mandato, Clódio, então um tribuno da plebe, atacou seu inimigo Cícero, acusando-o de ter executado cidadãos romanos sem um julgamento durante a Segunda Conspiração de Catilina, ocorrida em seu mandato consular em 63 a.C.. Cícero esperava a ajuda de Lêntulo contra Clódio. Crus, assim como outros importantes políticos romanos, tentou persuadir Pompeu a agir para proteger Cícero, mas fracassou, pois ele se recusou a atuar contra um tribuno eleito sem o apoio do Senado.
Em 51 a.C., candidatou-se à prestigiosa posição de quindecênviro ("quindecimviri sacris faciundis"), um colégio sacerdotal de quinze homens encarregados de cuidar dos Livros Sibilinos, mas foi derrotado por Públio Cornélio Dolabela (para o deleite de Marco Célio Rufo, um correspondente de Cícero). No ano seguinte, foi eleito cônsul para o ano seguinte juntamente com Caio Cláudio Marcelo Maior como adversários de Júlio César e foi um participante ativo e vocal no cenário político cada vez mais histérico no Senado no final de 50 e janeiro de 49 a.C., quando César tentava assegurar um consulado enquanto um grupo de senadores conservadores tentavam retirar-lhe o comando da Gália. Finalmente, em 7 de janeiro de 49 a.C., o Senado, liderado pelos cônsules Lêntulo e Marcelo, passou um "senatus consultum ultimum" exigindo que César retornasse a Roma sem seus exércitos. Os tribunos Marco Antônio e Quinto Cássio Longino fugiram de Roma com o emissário de César, o jovem Caio Escribônio Curião, para se encontrar com ele em Ravena. No dia 10, César atravessou o Rubicão, dando início à guerra civil.

## Guerra civil
Inicialmente, Lêntulo permaneceu em Roma, mas partiu, junto com muitos outros senadores, conforme Césars avançava com seus exércitos em direção a Roma. Recrutou tropas para Pompeu em Cápua (mesmo gladiadores num momento inicial). César enviou seu agente, o jovem Balbo, numa missão para conquistar Lêntulo para sua causa — possivelmente Crus foi patrono dos "Cornélios Balbos", o o tio e o o sobrinho, se ele de fato foi o responsável por conceder-lhes a cidadania romana na época de Pompeu, em 72 a.C. — e César esperava que Balbo teria alguma influência sobre o cônsul. Porém, em 3 de março, Cícero relata a seu correspondente Ático que os cônsules também haviam cruzado o Adriático, de Brundísio até a costa de Epiro.
Lêntulo recrutou duas legiões na província da Ásia para Pompeu — um decreto seu, de julho de 49 a.C., isentou os judeus da Ásia Menor do serviço militar. Ele estava com Pompeu, como procônsul, na derrota na Batalha de Farsalos, em 9 de agosto de 48 a.C.. Em sua fuga, Lêntulo teve seu pedido de refúgio em Antioquia e acabou seguindo Pompeu até o Egito. Foi preso em 4 de setembro por ordem do faraó Ptolemeu XIII e executado na prisão.
O próprio César atribuiu boa parte da culpa pelos eventos do final de 50 e início de 49 a.C. a Lêntulo, comentando sobre a magnitude de suas dívidas e suas esperanças de controlar um exército e ricas províncias, chegando ao ponto de alegar que ele queria tornar-se senhor de Roma, um segundo Sula. Lêntulo era também visto como uma pessoa dúbia, alertando o Senado nos debates de janeiro de 49 a.C. que, se os senadores não declarassem guerra contra César, ele próprio, o cônsul, teria seus próprios meios de reconquistar as graças de César. Cícero descreveu Lêntulo como sendo avesso às dificuldades de pensar. Escrevendo sobre os interesses privados e sobre as ambições pessoais dos seguidores de Pompeu, parece dar crédito às suposições de César e seus comentários posteriores de que Lêntulo desejava particularmente a casa de Quinto Hortênsio Hórtalo, a villa suburbana de César e uma propriedade em Baiae como espólios por sua atuação na guerra civil para reforçar a reputação de ganancioso de Lêntulo.